# Voll-Damm Doble Malta
Voll-Damm es una cerveza de estilo Märzenbier de la compañía cervecera Damm. Para elaborar Voll-Damm se añade más malta de cebada de la habitual en cervezas industriales en la receta, lo que intensifica su cuerpo y sabor.

## Historia
En la época de los años 1950, la empresa Damm contaba con las marcas Xibeca, Estrella Dorada y Bock-Damm, por lo que, tras la compra de la valenciana Cerveza Turia decide vender en 1953 la popular Turia Marzënbier bajo su propia marca, surgiendo la Voll-Damm Doble Malta. El nombre significaría, bastante certeramente, lleno o completo, en referencia al cuerpo y sabor intenso de una cerveza con un extracto seco primitivo del 17% y de 7,2% vol de contenido alcohólico.
Esta cerveza se producía sólo en verano hasta que, en 1955, Damm decidió producirla durante todo el año por su buena acogida.

## Märzenbier/Oktoberfest
Voll-Damm es una cerveza del estilo Märzenbier que en alemán significa “cerveza hecha en el mes de marzo” (aunque la Märzenbier no contiene arroz ni maíz como la Voll Damm). Esta denominación es originaria de Baviera, en el sur de Alemania. Antes de que existieran los sistemas de refrigeración modernos, la cerveza se producía siempre en invierno. El último lote se elaboraba el mes de marzo, y tenía que ser más fuerte para soportar las altas temperaturas del verano. Por ello, se añadía a este lote más cantidad de malta de cebada, lo que aseguraba la estabilidad de la cerveza durante los meses de verano.
El lote fabricado en marzo era el primero que se abría en la popular fiesta alemana de Oktoberfest. Con el paso del tiempo, la Märzenbier ha pasado a producirse todo el año y aún se mantiene como la cerveza bandera del Oktoberfest.

## Premios y reconocimientos
- International beer competition 2004: medalla de oro a la categoría strong lager (cerveza fuerte) y mejor cerveza del certamen.
- World Beer Awards 2007: best strong lager.[1]
- World beer championship Awards 2009: medalla de Oro.
- The Australian international beer awards 2010: medalla de oro.
- Superior Taste Award 2009, 2011 y 2012:[2] calificación con la máxima puntuación, tres estrellas (producto Excepcional)por el International Taste & Quality Institute.